# Арппи Фильо, Ромуалдо
Ромуалдо Арппи Фильо (англ. Romualdo Arppi Filho; 7 января 1939, Сантус, Бразилия — 4 марта 2023, Сантус, Бразилия) — бразильский футбольный судья. Обслуживал матчи чемпионата мира 1986 года, в том числе финал.

## Судейская карьера
Начал судить любительские футбольные матчи в возрасте 14 лет, профессиональные — в возрасте 20 лет. Судил несколько первых матчей Пеле в 1957 году, ещё выступавшего в молодёжных командах «Сантоса».
Обслуживал футбольные матчи трёх Летних Олимпийских игр (1968 в Мехико, 1980 в Москве, 1984 в Лос-Анджелесе).
Был судьёй на трёх Кубках Америки (1975, 1979, 1987).
В декабре 1985 года был судьёй Межконтинентального кубка, в котором встретились «Ливерпуль» и «Индепендьенте».
В 1986 году работал на чемпионате мира в Мексике (обслуживал матч группового этапа между сборными Франции и СССР, матч 1/8 финала между сборными Мексики и Болгарии и финал, в котором встретились сборные Аргентины и ФРГ). В том же году был признан лучшим судьёй мира по версии IFFHS.
После завершения карьеры футбольного судьи работал агентом по недвижимости. Умер в больнице Сантуса от болезни почек 4 марта 2023 года в возрасте 84 лет.